# Xemeneies Goyta Oliveros
Les Xemeneies Goyta Oliveros són un monument protegit com a bé cultural d'interès local del municipi de l'Hospitalet de Llobregat (Barcelonès).

## Descripció
Les xemeneies que actualment es troben al parc de les Planes són un dels pocs testimonis de l'existència de les bòbiles de l'Hospitalet. Estan construïdes en maó amb la base més ample que la part superior. La xemeneia de la bòbila Goyta és de secció quadrada i la de la bòbila Oliveros és de secció circular.

## Història
Les fàbriques terrisseres i de materials per a la construcció van ser unes de les més importants i representatives del procés d'industrialització de l'Hospitalet. Durant la segona meitat del segle xix, les bòbiles van proliferar, tot aprofitant les riques terres argiloses del municipi. Es van produir veritables processos de concentració industrial, especialització i mecanització que van donar lloc a empreses emblemàtiques: Cosme Toda, Batllori, Cucurny, etc. Les indústries més petites, sobretot les bòbiles amb un únic forn, van anar desapareixent de mica en mica a partir de principis del segle xx.